# Arboridia
Arboridia är ett släkte av insekter som beskrevs av Aleksey A. Zachvatkin 1946. Arboridia ingår i familjen dvärgstritar.

## Dottertaxa tillArboridia, i alfabetisk ordning[1][2]
- Arboridia adanae
- Arboridia afghana
- Arboridia agrillacea
- Arboridia alpestris
- Arboridia antiqua
- Arboridia apicalis
- Arboridia ata
- Arboridia bajevae
- Arboridia binaludica
- Arboridia brevis
- Arboridia cantoreanica
- Arboridia cardinalis
- Arboridia cerna
- Arboridia curtistylus
- Arboridia dalmatina
- Arboridia defecta
- Arboridia dziubka
- Arboridia emeljanovi
- Arboridia erecta
- Arboridia erythrina
- Arboridia expansa
- Arboridia gaurii
- Arboridia hussaini
- Arboridia irenae
- Arboridia ithaburensis
- Arboridia jacobii
- Arboridia jonella
- Arboridia kakogawana
- Arboridia kermanshah
- Arboridia koreacola
- Arboridia kratochvili
- Arboridia lamellaris
- Arboridia loginovae
- Arboridia longistylus
- Arboridia maculifrons
- Arboridia okamotonis
- Arboridia padi
- Arboridia parvula
- Arboridia potentillae
- Arboridia pusilla
- Arboridia remmi
- Arboridia ribauti
- Arboridia salka
- Arboridia samadi
- Arboridia silvarum
- Arboridia simillima
- Arboridia sohii
- Arboridia soror
- Arboridia suputinkaensis
- Arboridia surstyli
- Arboridia suwai
- Arboridia suzukii
- Arboridia tertina
- Arboridia trinotata
- Arboridia velata
- Arboridia versuta
- Arboridia vinealis
- Arboridia viniferata
- Arboridia vitisuga
- Arboridia yanonis